# Microscopio composto galileiano
Il microscopio composto è un microscopio ideato da Galileo Galilei, conservato al Museo Galileo di Firenze.
Il microscopio composto, in cartone, pelle e legno, è inserito in un supporto di ferro con tre gambe ricurve. Il tubo esterno è ricoperto di cartapecora verde con decorazioni in oro. Sono presenti tre lenti (una obiettiva, una di campo e una oculare), tutte biconvesse. L'obiettivo misura 11 mm di diametro e presenta uno spessore di 3,5 mm. Il vetro ha buona trasparenza e poche imperfezioni; il bordo è smerigliato e presenta alcune lievi scheggiature. La lente di campo, con diametro di 30 mm e spessore di 4,7 mm, è collocata in una cella che poggia sul fondo del tubo interno. Il vetro, che ha una coloritura ambrata tendente al verde e presenta qualche bolla, è smerigliato e scheggiato sul bordo; anche l'oculare, con apertura di 24 mm, evidenzia qualche bolla; è protetto da un coperchio di legno che può essere avvitato sulla montatura. Si tratta di uno strumento molto importante, la cui costruzione, assegnata tradizionalmente a Galileo, sembra più plausibile attribuire a Giuseppe Campani. Fu Johannes Faber, membro dell'Accademia dei Lincei, a battezzare, nel 1625, l'occhialino di Galileo con il termine microscopio.